# Наоко Ямазаки
Наоко Ямазаки (на японски: 星出 彰彦) e японски авиоинженер и астронавт на JAXA. Втора японска и 54-та в света жена-астронавт, 8-и гражданин на Япония и 517-и жител на Земята в космоса.

## Биография
Родена е на 27 декември 1970 г. в Мацудо, Чиба, Япония. Като дете живее в Сапоро. Завършва средно училище, след това университет. През 1993 г. в Токийския университет и получава степента бакалавър по аерокосмическо инженерстео, а след това, през 1996 г. и степента магистър по аерокосмическа техника.
През февруари 1999 г. Ямазаки е избрана като кандидат за астронавт (тогава още с моминското си име – Сумин). Основно обучение започва през април 1999 г. Сертифицирана е за астронавт през септември 2001 г. През май 2004 г. завършва подготовка за бординженер на космическия кораб Союз-ТМА в Центъра за подготовка на космонавти „Ю. Гагарин“ в Звездното градче.
През юни 2004 г. Ямазаки пристига в Космически център Линдън Джонсън в Хюстън и продължава да се обучава за астронавт.
От 5 до 20 април 2010 г. взема участие в полета на совалката "Дискавъри, мисия STS-131 като специалист на полета. Общата продължителност на полета била 15 денонощия 2 часа 47 минути и 10 секунди.